# La Boquita, Nicaragua
La Boquita (den lilla mynningen) är en badort och en comarca vid Stilla havet i sydvästra Nicaragua. Den ligger vid mynningen av Río Tepano i kommunen Diriamba i departementet Carazo. Comarcan har 527 invånare (2005).

## Aktiviteter
La Boquita har en lång fin badstrand med vackra solnedgångar. Andra populära aktiviteter är surfing, ridning och båtturer. La Boquita har utmärkta fiskrestauranger.